# Emma Roberts
Emma Rose Roberts (Rhinebeck, 10 de fevereiro de 1991) é uma atriz e cantora norte-americana. Conhecida por suas performances abrangendo vários gêneros de cinema e televisão, seu trabalho nos gêneros de terror e suspense a estabeleceu como uma Rainha do grito, Roberts recebeu vários prêmios, incluindo um Young Artist Awards, um MTV Movie & TV Award e um ShoWest Award. É filha do ator Eric Roberts e sobrinha da atriz Julia Roberts. Fez sua estreia como atriz aos nove anos, no filme Blow, com Johnny Depp, mas ficou conhecida quando fez sua primeira série de televisão na Nickelodeon como protagonista em Unfabulous. Depois da série ela focou sua carreira em produções cinematográficas, os mais conhecidos são Aquamarine, Wild Child, Hotel for Dogs, It's Kind of a Funny Story, Valentine's Day, Scream 4, The Art of Getting By, We're the Millers e Nerve.
Voltou para a televisão quando participou da terceira e quarta temporada de American Horror Story. Participou do elenco da série Scream Queens como a protagonista, Chanel Oberlin, que acabou sendo cancelada no dia 15 de maio de 2017, por baixa audiência. No mesmo ano do cancelamento, ela fez uma participação na 7ª temporada de American Horror Story: Cult. Fez também o filme Nerve, onde atuou como protagonista juntamente com o ator Dave Franco. Em 2018 voltou ao elenco regular na 8ª temporada de American Horror Story: Apocalypse e foi a protagonista de American Horror Story: 1984.

## Biografia

### Família
Emma Roberts nasceu em Rhinebeck, Nova Iorque, filha do ator Eric Roberts e sua namorada (na época) Kelly Cunningham. Emma tem uma irmã mais nova, Grace Nickels - filha da sua mãe com o ex-baixista da banda L.A. Guns, Kelly Nickels - nascida no início de 1991. Em uma entrevista em 2005, Emma afirmou: "definitivamente sou mais próxima da minha mãe e do meu padrasto, eu não vejo meu pai de verdade com frequência". Emma é sobrinha das premiadas atrizes Julia Roberts e Lisa Roberts.

## Carreira de atriz

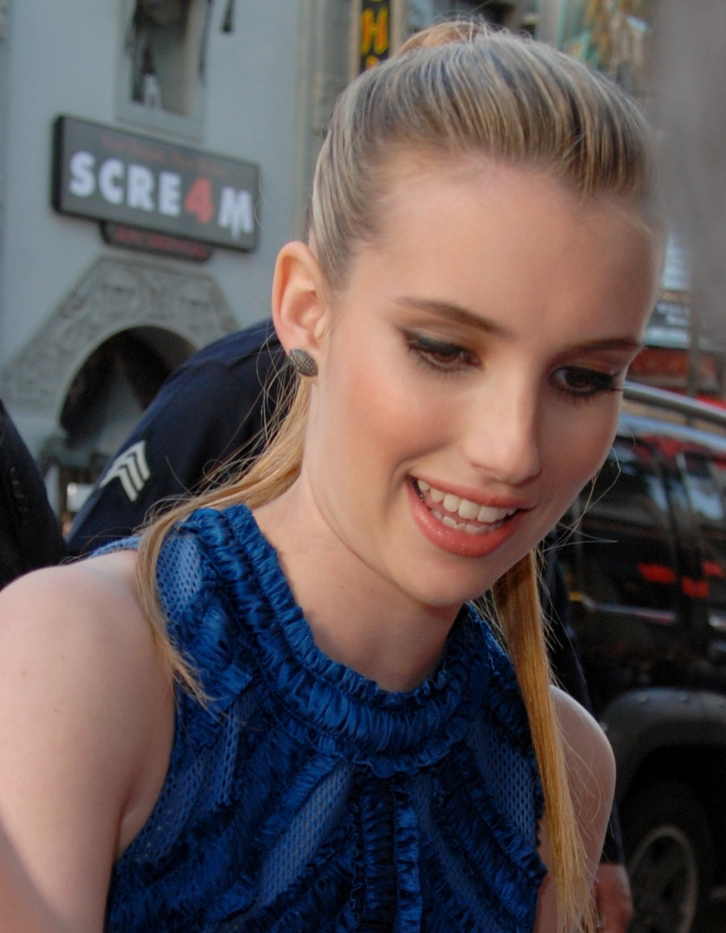
Roberts em 2011

Ela estreia a série de televisão para adolescentes do canal Nickelodeon, Normal Demais onde pode mostrar seu talento como atriz e cantora, no papel da personagem Addie, que expressa a angústia de ser adolescente compondo e cantando música.O show estreou em 2004 e teve uma das maiores audiências da história da televisão e continua a ser uma das séries para adolescentes mais assistidas da TV. Roberts estreou no cinema no papel da filha de Johnny Depp e Penelope Cruz em Profissão de Risco de Ted Demme.
Em seguida, ela estrelou o longa-metragem independente, Grand Champion e Spymate da Miramax. A jovem estrela foi escolhida para estrelar o papel principal do filme da Warner Brothers Nancy Drew, que foi dirigido por Andrew Fleming e produzido por Jerry Weintraub. Além disso, Emma fez os filmes Wild Child, da Universal Studios, nos quais interpreta uma garota mimada e sem limites que é mandada para um colégio interno na Inglaterra, Hotel for Dogs, da Paramount Pictures, no qual  interpreta uma menina órfã que junto com o irmão e alguns amigos transformam um antigo hotel em um lar para cães.

Em 2010 estrelou o filme Valentine's Day, que no elenco tem sua tia, a também atriz Julia Roberts. Em 2010, Emma entrou para o elenco de Scream 4, ao lado de Neve Campbell.

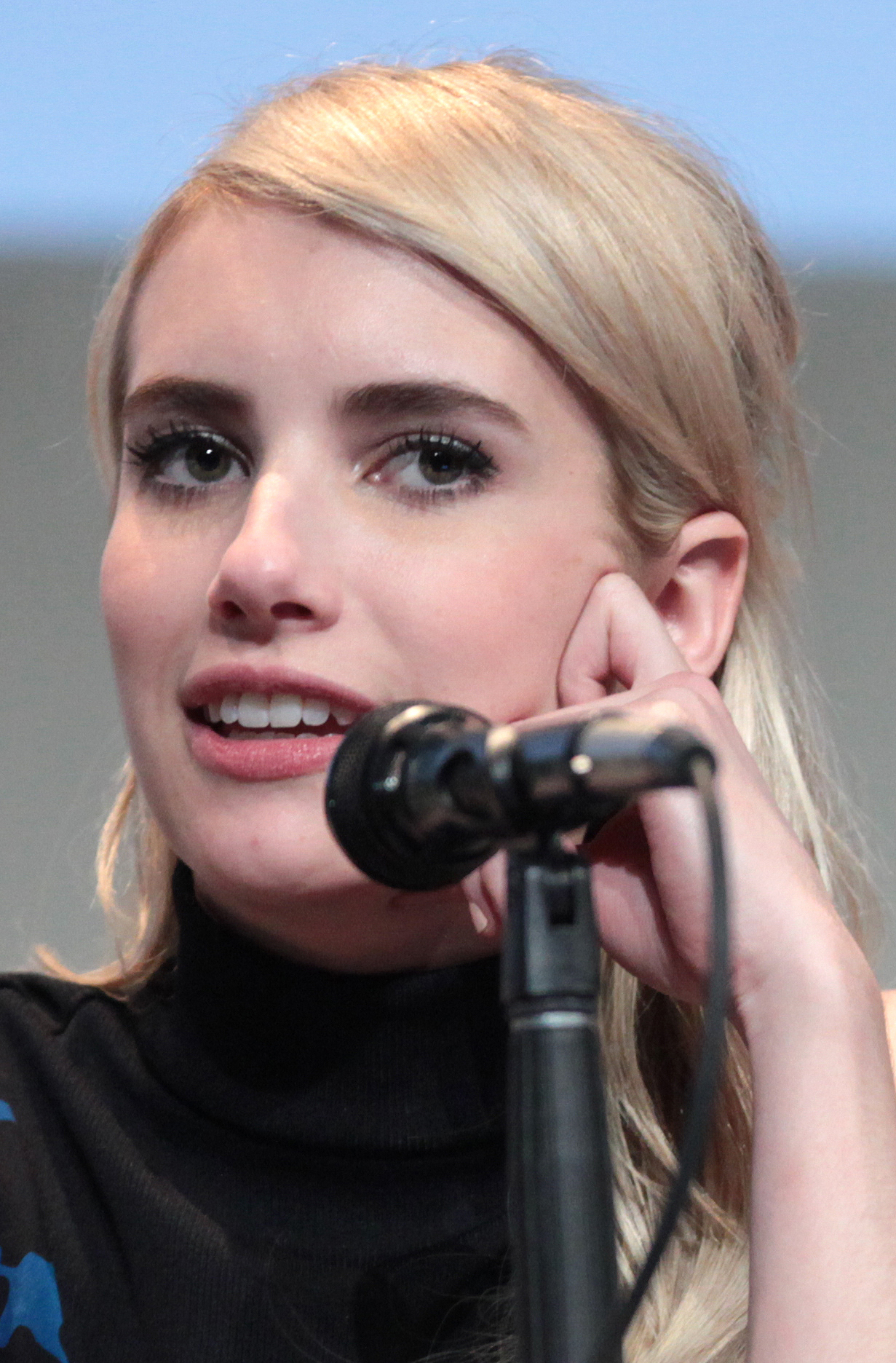
Emma em 2015.

No início de 2013, foi anunciado que Emma seria a protagonista da nova série da FOX, Delirium; a atriz interpretaria Lena Haloway. A série seria uma adaptação da trilogia de mesmo nome escrita pela autora Lauren Oliver, mas a série teve apenas um episódio e foi cancelada em seguida. Emma é o principal nome cotado para viver a personagem Kelsey Hayes, da saga A Maldição Do Tigre nos cinemas, após Colleen Houck, a própria autora afirmar que Emma é sua preferida para o papel. Entre outubro de 2013 e janeiro de 2014, Emma fez a personagem Madison Montgomery na série de tv American Horror Story: Coven e interpretou a personagem Maggie Esmeralda na série American Horror Story: Freak Show que estreou em outubro de 2014 pela FX e foi finalizada em janeiro. Emma também atuou na série Scream Queens exibida na FOX e que foi cancelada em 15 de maio de 2017, por baixa audiência.
Em fevereiro de 2009, Roberts foi nomeada embaixadora da marca Neutrogena, aparecendo em anúncios impressos e de televisão para a empresa.Ela também apareceu várias vezes como parte da lista de Melhores Vestidos da Teen Vogue, incluindo em junho de 2007, setembro de 2008, dezembro de 2008 e fevereiro de 2009.

## Vida pessoal
Em setembro de 2011, Roberts começou a frequentar o Sarah Lawrence College,  mas em janeiro de 2012 ela suspendeu seus estudos para se concentrar nos compromissos de trabalho.
Roberts começou a namorar o ator Evan Peters em 2012 depois que eles trabalharam juntos no filme Adult World. Em julho de 2013, enquanto eles estavam hospedados em um hotel em Montreal, Quebec, alguém ouviu uma discussão vindo de seu quarto e chamou a polícia. Depois de uma "discussão acalorada", eles começaram a bater um no outro. Quando a polícia chegou, eles prenderam Roberts. Peters não foi preso porque Roberts não teve nenhum ferimento imediatamente visível. Peters recusou-se apresentar queixa e Roberts foi libertado várias horas depois. Em um comunicado conjunto, o casal chamou de "um infeliz incidente e mal-entendido", e afirmou que eles "estão trabalhando juntos para superar isso". Peters confirmou em março de 2014 que ele e Roberts estavam noivos. Apesar disso, o relacionamento chegou ao fim em março de 2019.
De março de 2019 a janeiro de 2022, Roberts esteve num relacionamento com o ator Garrett Hedlund. Em agosto de 2020, anunciou que ela e Hedlund estavam a espera do primeiro filho. Em 28 de dezembro de 2020, o TMZ noticiou que o filho do casal havia nascido no dia anterior, e recebeu o nome Rhodes Robert Hedlund.

## Carreira musical
Em 2005, Roberts lançou um álbum de estréia intitulado Unfabulous and More. O álbum foi lançado em 27 de setembro de 2005, através da Columbia Records e Nick Records. Também serviu como trilha sonora da série de televisão Unfabulous, na qual Roberts estrelou. O álbum chegou ao número 46 na parada Top Heatseekers da Billboard. Em setembro de 2005, dois singles promocionais foram lançados do álbum: "I Wanna Be" e "Dummy". O álbum inclui várias músicas originais (entre elas "Dummy" e "I Wanna Be"), ambas também lançadas como videoclipes, "I Have Arrived" e "This Is Me", que foi co-escrita por Roberts. Bem como algumas das músicas de Addie da primeira temporada, incluindo "Punch Rocker" e "New Shoes" (ambos do episódio "The Party"), "94 Weeks (Metal Mouth Freak)" (de "The Bar Mitzvah") e "Mexican Wrestler" (que apareceu anteriormente no álbum de 2000 de Jill Sobule, Pink Pearl, e no episódio "The 66th Day" de Unfabulous). Durante o mesmo ano, Roberts gravou "If I Had It My Way" para a trilha sonora do filme 2005 da Disney Ice Princess. Em 2006, Roberts cantou a canção "Island in the Sun", que foi originalmente gravada pelo Weezer em 2001 ela gravou a música para a trilha sonora de Aquamarine, um filme no qual ela estrelou como mais duas protagonistas.
Roberts disse em uma entrevista em 2007 "No momento eu estou focando em filmes. Estou me preparando para começar um novo filme neste verão, então isso está tomando muito do meu tempo. Eu acho que quando estou um pouco mais velha, é definitivamente algo que eu gostaria de prosseguir." Em outra entrevista, ela disse: "Minha carreira musical está indefinidamente em pausa. Eu não gosto de pessoas que se tornam como 'cantora de slash'. Eu acho que as pessoas deveriam ser uma ou outra porque geralmente você não vai ser ótimo em ambos, você vai ser melhor em um, então você pode muito bem ficar com o que você é bom".

## Filmografia

### Cinema
| Ano  | Título                        | Papel                   | Notas               |
| ---- | ----------------------------- | ----------------------- | ------------------- |
| 2001 | BigLove                       | Delilah                 | Curta-metragem      |
| 2001 | Blow                          | Kristina Jung jovem     |                     |
| 2001 | America's Sweethearts         | Garota de camiseta roxa |                     |
| 2002 | Grand Champion                | Sister                  |                     |
| 2003 | Spymate                       | Amelia                  |                     |
| 2006 | Aquamarine                    | Claire                  |                     |
| 2007 | Nancy Drew                    | Nancy Drew              |                     |
| 2008 | Wild Child                    | Poppy                   |                     |
| 2008 | Lymelife                      | Adrianna Bragg          |                     |
| 2008 | The Flight Before Christmas   | Wilma                   |                     |
| 2009 | Hotel for Dogs                | Andi                    |                     |
| 2009 | The Winning Season            | Abbie                   |                     |
| 2010 | Twelve                        | Molly                   |                     |
| 2010 | Valentine's Day               | Grace                   |                     |
| 2010 | Memoirs of a Teenage Amnesiac | Alice Leeds             |                     |
| 2010 | 4.3.2.1.                      | Joanne                  |                     |
| 2010 | It's Kind of a Funny Story    | Noelle                  |                     |
| 2010 | Virginia                      | Jessie Tipton           |                     |
| 2011 | The Art of Getting By         | Sally Howe              |                     |
| 2011 | Scream 4                      | Jill Roberts            |                     |
| 2012 | Celeste and Jesse Forever     | Riley Banks             |                     |
| 2013 | Empire State                  | Nancy Michaelides       |                     |
| 2013 | We're the Millers             | Casey Mathis            |                     |
| 2013 | Palo Alto                     | April                   |                     |
| 2013 | Adult World                   | Amy                     |                     |
| 2015 | I Am Michael                  | Rebekah Fuller          |                     |
| 2015 | Ashby                         | Eloise                  |                     |
| 2015 | The Blackcoat's Daughter      | Joan                    |                     |
| 2016 | Nerve                         | Vee                     |                     |
| 2017 | Who We Are Now                | Jess                    |                     |
| 2018 | In a Relationship             | Hallie                  | Produtora Executiva |
| 2018 | Billionaire Boys Club         | Sydney Evans            |                     |
| 2018 | Little Italy                  | Nikki Angioli           |                     |
| 2018 | Time of Day                   | Ela Mesma               | Curta-Metragem      |
| 2019 | Paradise Hills                | Uma                     |                     |
| 2019 | UglyDolls                     | Wedgehead               |                     |
| 2020 | The Hunt                      | Yoga Pats               |                     |
| 2020 | Holidate                      | Sloane                  |                     |
| 2022 | Abandoned                     | Sara                    | Produtora           |
| 2022 | About Fate                    | Margot                  |                     |
| 2023 | Maybe I Do                    | Michelle                |                     |
| 2024 | Madame Web                    | Mary Parker             |                     |
| 2024 | Space Cadet                   | Rex Simpson             | Produtora Executiva |
| ASA  | Saurus City                   | Sasha Nutwagon          | Pós-Produção        |

### Televisão
| Ano       | Título                            | Papel                | Notas                                   |
| --------- | --------------------------------- | -------------------- | --------------------------------------- |
| 2004–2007 | Unfabulous                        | Addie Singer         | 41 episódios                            |
| 2004      | Drake & Josh                      | Addie Singer         | Episódio: "Honor Council"               |
| 2010      | Jonas                             | Ela mesma            | Episódio: "House Party"                 |
| 2011      | Take Two with Phineas and Ferb    | Ela mesma            | Episódio: "Emma Roberts"                |
| 2013      | Family Guy                        | Amanda Barrington    | Episódio: "No Country Club for Old Men" |
| 2013–2014 | American Horror Story: Coven      | Madison Montgomery   | 13 episódios                            |
| 2014      | Delirium                          | Lena Haloway         | Filme de TV                             |
| 2014–2015 | American Horror Story: Freak Show | Maggie Esmerelda     | 13 episódios                            |
| 2015–2016 | Scream Queens                     | Chanel Oberlin       | 23 episódios                            |
| 2017      | American Horror Story: Cult       | Serena Belinda       | Episódio: "11/9"                        |
| 2018      | American Horror Story: Apocalypse | Madison Montgomery   | 10 episódios                            |
| 2019      | American Horror Story: 1984       | Brooke Thompson      | 9 episódios                             |
| 2023–2024 | American Horror Story: Delicate   | Anna Victoria Alcott | 9 episódios                             |
| 2025      | Second Wife                       | Sasha                | Papel principal                         |

### Internet
| Ano  | Título                  | Papel     | Notas                 |
| ---- | ----------------------- | --------- | --------------------- |
| 2017 | The Postman's Diaries 2 | Ela mesma | Episódio: "The Bogey" |

### Produtora
| Ano           | Título       | Papel               | Notas          | Ref.   |
| ------------- | ------------ | ------------------- | -------------- | ------ |
| 2011          | Easy Snappin | Produtora executiva | Curta-metragem | [ 22 ] |
| 2022          | First Kill   | Produtora executiva |                | [ 23 ] |
| 2022–presente | Tell Me Lies | Produtora executiva |                | [ 24 ] |

## Discografia

### Álbuns de trilha sonora
| Título                                                                          | Detalhes do álbum                                                                                            | Posição  |
| Título                                                                          | Detalhes do álbum                                                                                            | US Heat. |
| ------------------------------------------------------------------------------- | --- | -------- |
| Unfabulous and More                                                             | - Lançado: 27 de setembro de 2005 - Formatos: CD, download digital - Gravadora: Nick Records, Columbia, Sony | 46       |
| "-" denota lançamentos que não foram gráficos ou não foram lançados nesse país. | |          |

### Singles
| Título                          | Ano  | Álbum               |
| ------------------------------- | ---- | ------------------- |
| "I Wanna Be"                    | 2005 | Unfabulous and More |
| "Dummy"                         | 2005 | Unfabulous and More |
| "Santa Claus Is Coming to Town" | 2005 | —                   |

### Outras aparições
| Título               | Ano  | Álbum                     |
| -------------------- | ---- | ------------------------- |
| "If I Had It My Way" | 2005 | Ice Princess              |
| "Island in the Sun"  | 2006 | Aquamarine                |
| "Do It on My Face"   | 2012 | Celeste and Jesse Forever |

### Vídeos musicais
| Título          | Ano  | Diretor      | Artista               | Notas             |
| --------------- | ---- | ------------ | --------------------- | ----------------- |
| "I Wanna Be"    | 2005 |              | Ela mesma             |                   |
| "Dummy"         | 2005 |              | Ela mesma             |                   |
| "Go Outside"    | 2011 | Isaiah Seret | Cults                 | Artista convidada |
| "Testosterone"  | 2012 | Petro        | Haziq and the Giggles | Artista convidada |
| "Nice for What" | 2018 | Karena Evans | Drake                 | Artista convidada |

## Prêmios e indicações
| Ano  | Cerimônia                                  | Categoria                                                                             | Trabalho              | Resultado |
| ---- | ------------------------------------------ | ------------------------------------------------------------------------------------- | --------------------- | --------- |
| 2005 | Young Artist Awards                        | Melhor performance numa série de televisão (comédia ou drama) - atriz principal jovem | Unfabulous            | Indicado  |
| 2005 | Young Artist Awards                        | Jovens intérpretes de destaque numa série de televisão                                | Unfabulous            | Indicado  |
| 2005 | Teen Choice Awards                         | Choice Breakout TV Performance - Female                                               | Unfabulous            | Indicado  |
| 2005 | Nickelodeon Australian Kids' Choice Awards | Estrela em Ascensão Favorita                                                          | Unfabulous            | Indicado  |
| 2005 | Radio Disney Music Awards                  | Melhor atriz e cantora                                                                | Ela mesma             | Indicado  |
| 2005 | Radio Disney Music Awards                  | Melhor Canção de Programa da TV                                                       | Dummy de Unfabulous   | Indicado  |
| 2006 | Young Artist Awards                        | Melhor performance de um elenco jovem numa série de televisão (comédia ou drama)      | Unfabulous            | Indicado  |
| 2007 | Young Artist Awards                        | Melhor performance em longa-metragem - atriz coadjuvante                              | Aquamarine            | Venceu    |
| 2007 | Young Artist Awards                        | Melhor performance de um elenco jovem numa série de televisão (comédia ou drama)      | Unfabulous            | Indicado  |
| 2007 | ShoWest                                    | Estrela Feminina de Amanhã                                                            | Ela mesma             | Venceu    |
| 2007 | Kids' Choice Awards                        | Atriz de TV favorita                                                                  | Unfabulous            | Indicado  |
| 2007 | Teen Choice Awards                         | Escolha de TV Atriz: Comédia                                                          | Unfabulous            | Indicado  |
| 2007 | Teen Choice Awards                         | Filme bem escolhido: Breakout                                                         | Nancy Drew            | Indicado  |
| 2007 | Teen Choice Awards                         | Escolha de filme Atriz: Comédia                                                       | Nancy Drew            | Indicado  |
| 2007 | Kids' Choice Awards, Australia             | Estrela de cinema favorita                                                            | Aquamarine            | Indicado  |
| 2008 | Kids' Choice Awards                        | Atriz de TV favorita                                                                  | Unfabulous            | Indicado  |
| 2008 | Young Artist Awards                        | Jovens intérpretes de destaque numa série de televisão                                | Unfabulous            | Indicado  |
| 2008 | Young Artist Awards                        | Melhor Performance de elenco Jovem em Série de TV                                     | Unfabulous            | Indicado  |
| 2008 | Young Artist Awards                        | Melhor Performance em Longa-Metragem - Melhor Atriz Jovem                             | Nancy Drew            | Indicado  |
| 2008 | Young Artist Awards                        | Melhor Performance em Longa-Metragem - Elenco de Jovens                               | Nancy Drew            | Indicado  |
| 2008 | Kids' Choice Awards, Australia             | Estrela de cinema favorita                                                            | Nancy Drew            | Indicado  |
| 2010 | Young Artist Awards                        | Melhor Performance em Longa-Metragem - Melhor Atriz Jovem                             | Hotel for Dogs        | Indicado  |
| 2010 | Teen Choice Awards                         | Choice Summer Movie Star: Female                                                      | Twelve                | Indicado  |
| 2011 | Teen Choice Awards                         | Escolha de filme Atriz: Comédia Romântica                                             | The Art of Getting By | Indicado  |
| 2014 | MTV Movie Awards                           | Melhor Beijo (com: Jennifer Aniston e Will Poulter)                                   | We're the Millers     | Venceu    |
| 2014 | Maui Film Festival                         | Prêmio Estrela Brilhante                                                              | Ela mesma             | Venceu    |
| 2014 | Teen Choice Awards                         | Escolha de filme Atriz: Comédia                                                       | We're the Millers     | Venceu    |
| 2014 | Teen Choice Awards                         | Filme de Escolha: Liplock (com: Jennifer Aniston e Will Poulter)                      | We're the Millers     | Indicado  |
| 2014 | Teen Choice Awards                         | Ícone de estilo de Candie                                                             | Ela mesma             | Indicado  |
| 2016 | People's Choice Awards                     | Atriz favorita em uma nova série de TV                                                | Scream Queens         | Indicado  |
| 2016 | Teen Choice Awards                         | Escolha de TV Atriz: Comédia                                                          | Scream Queens         | Indicado  |
| 2017 | Teen Choice Awards                         | Escolha de TV Atriz: Comédia                                                          | Scream Queens         | Indicado  |